# Parafia św. Stanisława Biskupa w Lechlinie
Parafia Świętego Stanisława Biskupa w Lechlinie jest jedną z 6 parafii leżącą w granicach dekanatu goślińskiego. Erygowana w XII wieku.

## Dokumenty
Księgi metrykalne:
- ochrzczonych od 1945 roku
- małżeństw od 1945 roku
- zmarłych od 1945 roku